# Lulworthiomycetidae
Die Lulworthiomycetidae sind eine Unterklasse der Schlauchpilze.

## Merkmale
Die Fruchtkörper sind Perithecien, die halbkugelig bis zylindrisch oder eiförmig bis ellipsoid geformt,  sind. Sie sind eingesunken oder auch oberflächlich, besitzen entweder eine Öffnung (Ostiole), Papillen oder keines von beiden. Haarförmige Strukturen (Periphysen) können vorkommen. Das Hamathecium, das Hyphengewebe zwischen den Schläuchen besteht aus Paraphysen oder besitzt keine internen Strukturen. Das Centrum der Fruchtkörper besteht anfangs aus Pseudoparenchym, das sich bei Reife auflöst. Die Schläuche besitzen eine zylindrische bis keulenförmige oder spindelige Form. Sie sind unitunicat, achtsporig und zerfließen bei Reife. Die durchscheinenden Sporen sind fadenförmig oder ellipsoid bis spindelförmig. Sie sind nahe dem Apex septiert mit vielen Septen, oder auch gleichmäßig septiert, manche Arten bilden unseptierte Sporen. Sie sind dick- oder dünnwandig, mit oder ohne apikale Kammern.
Die Nebenfruchtform ist hyphomycetisch aufgebaut, die Hyphen sind durchscheinend, septiert und verzweigt. Die Konidienträgern sind fädig (mikronematös) oder halbfädig. Die Konidien sind fadenförmig oder ellipsoid, septiert oder unseptiert, manche sind gekeult oder geschwänzt. 

## Lebensweise
Die Lulworthiomycetidae leben saprobisch auf Holz, Seegräser oder Sumpfpflanzen. Manche Arten leben parasitisch auf Algen.

## Systematik
Maharachchikumbura et al. (2015) gliederten zunächst die neu beschriebene Unterklasse in 2 Ordnungen und 2 Familien. Die Ordnung Pisorisporiales wurde dann später zur Unterklasse gestellt. Bis zur Familie ist die Systematik wie folgt:
- Ordnung Koralionastetales
  - Familie Koralionastetaceae
- Ordnung Lulworthiales
  - Familie Lulworthiaceae

Die Ordnung Pisorisporiales mit der einzigen Familie Pisorisporiaceae werden seit 2020 in eine eigene Unterklasse, die Pisorisporiomycetidae gestellt.